# Geoff Coombes
Geoff Coombes (Lincoln, 23 aprile 1919 – Rockledge, 31 marzo 1995) è stato un calciatore statunitense, di ruolo attaccante.

## Biografia
È cresciuto a High Wycombe in Inghilterra, dove praticava numerosi sport. Nonostante abbia sostenuto un provino con il Nottingham Forest, non ha mai giocato al di sopra del livello giovanile in Inghilterra, e così nel 1935 si trasferì negli Stati Uniti con la sua famiglia.

## Carriera

### Nazionale
Con la Nazionale di calcio degli Stati Uniti d'America ha partecipato al Coppa del Mondo "Jules Rimet" svolto nel 1950.